# Dornier Komet
Il Dornier Komet fu un aereo da trasporto passeggeri monomotore e monoplano ad ala alta sviluppato dall'azienda aeronautica tedesca Dornier Flugzeugwerke nei primi anni venti del XX secolo.
Sviluppo del precedente idrovolante Dornier Delphin, venne realizzato in piccola serie in tre processi evolutivi, nei modelli indicati come Komet I o Do C III, Komet II e Komet III, che pur mantenendo la medesima impostazione generale si differenziavano tra loro per alcune soluzioni tecniche.

## Utilizzatori
Svizzera
- Ad Astra Aero